# Jelcz L100
Jelcz L100 – autobus lokalny produkowany w latach 2000 - 2004 przez firmę Jelcz w Jelczu-Laskowicach.

## Historia modelu
Model ten stanowi 10 metrową wersję autobusu Jelcz T120 w stosunku do swojego starszego brata zastosowano w nim zmodernizowaną ścianę przednią z zaokrągloną klapą (trafiła później do T120), nową ścianę tylną z lampami ustawionymi w pionie, boczne ściany z obniżoną górną linią okien. Do napędu nowego pojazdu zastosowano polski silnik Diesla Andoria 6CT107 o mocy maksymalnej 125 kW (170 KM) współpracujący ze skrzynią biegów FPS TS5-60, drugim motorem stosowanym w tym autobusie była jednostka Iveco 8060.45 o mocy maksymalnej 152 kW (207 KM). Wersja z silnikiem Andoria nosiła oznaczenie L100A, a z silnikiem Iveco L100I.
Jeszcze w 2000 roku do produkcji skierowano podmiejską wersję tego autobusu. W stosunku do modelu lokalnego w tej kompletacji zastosowano dodatkowe środkowe drzwi przejęte z modelu 120M, przeprojektowano wnętrze dostosowując je do nowego charakteru modelu (montaż siedzeń typu miejskiego oraz poręczy). W pojazdach dla MPK Nowy Sącz zastosowano automatyczną skrzynię biegów firmy Voith.
Produkcję autobusów serii L100 zakończono w 2004 roku.